# Riley

Riley Logo

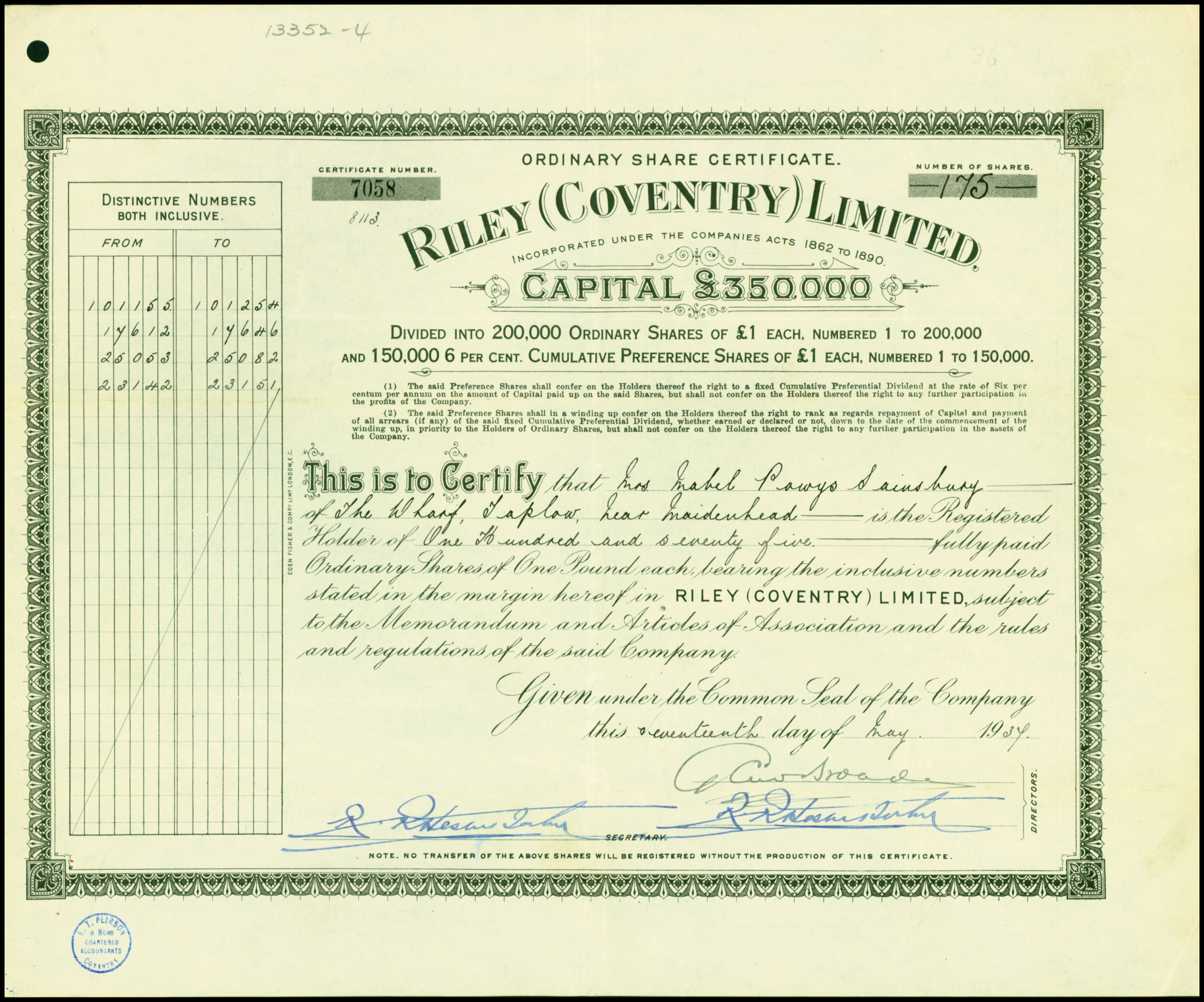
Namensaktie der Riley (Coventry) Ltd. vom 17. Mai 1924

Riley war ein englischer Automobilhersteller, der sich auf die Herstellung von Sportwagen spezialisiert hatte und bis 1939 als eigenständiges Unternehmen existierte. Als Marke bestand der Produktname bis 1969.

## Geschichte

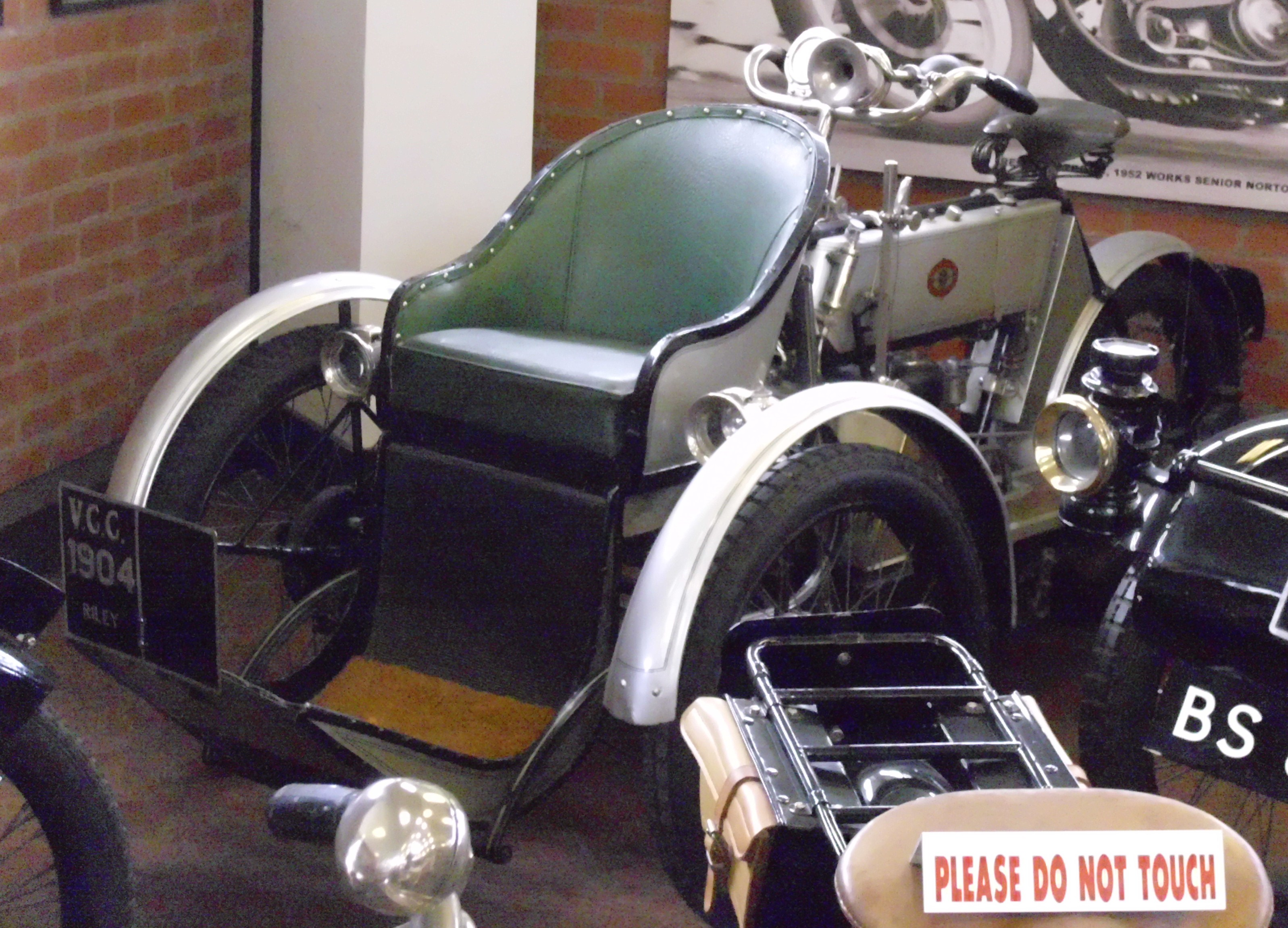
Riley 4 ½ HP Tricar (1904)

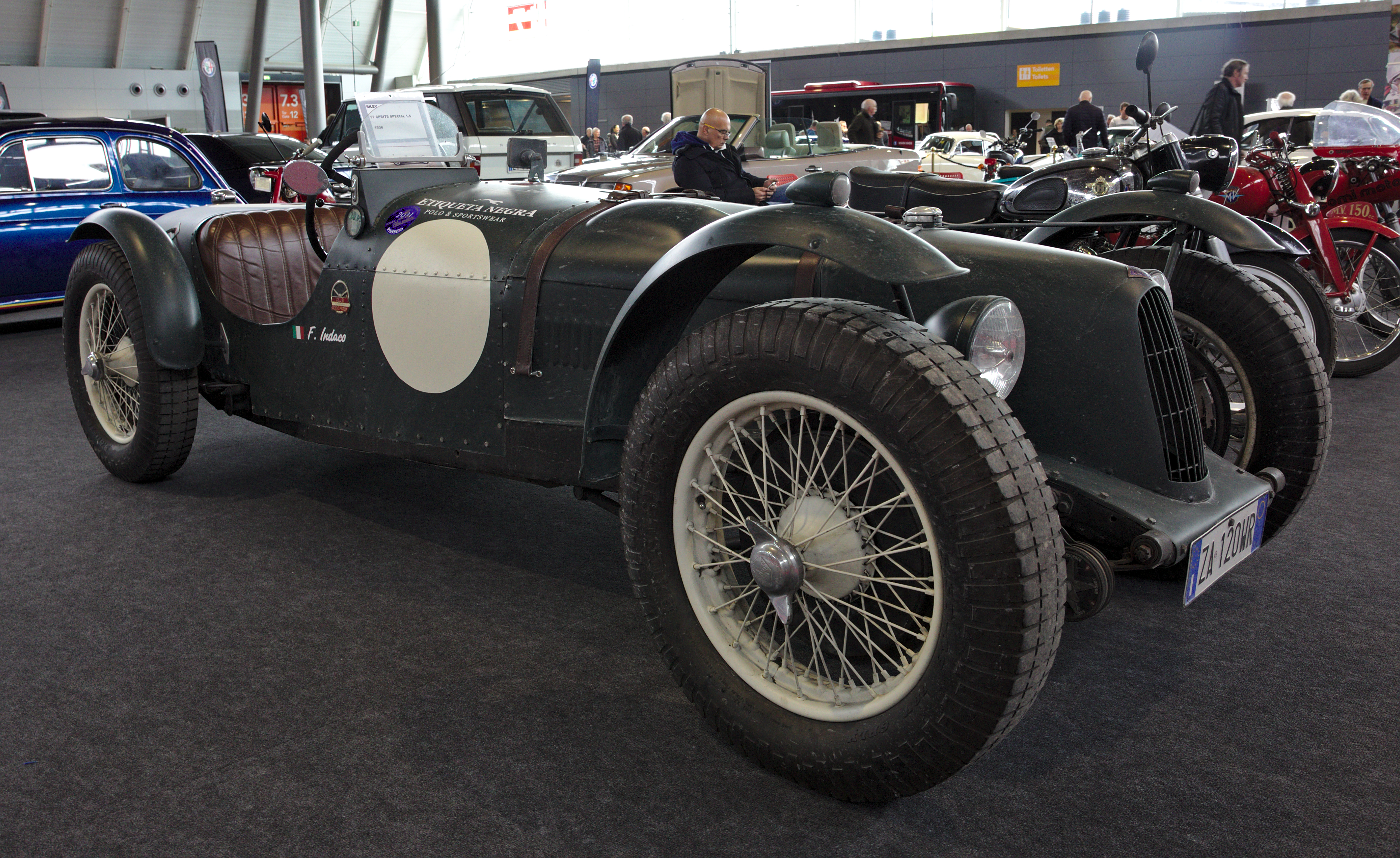
Riley TT Sprite Special (1936)

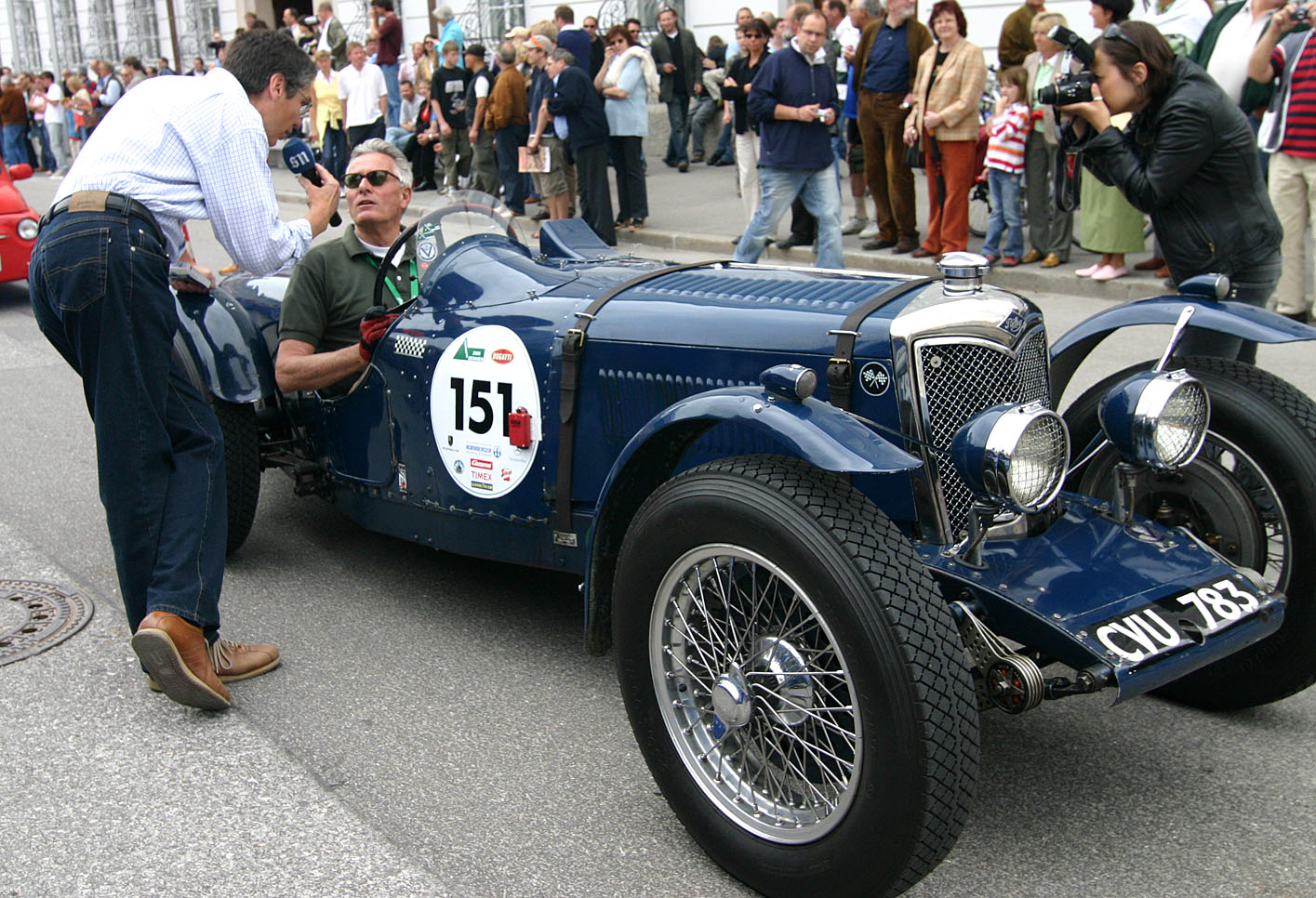
Ein Riley Sprite von 1936 (am Steuer der Schauspieler Klaus Wildbolz)

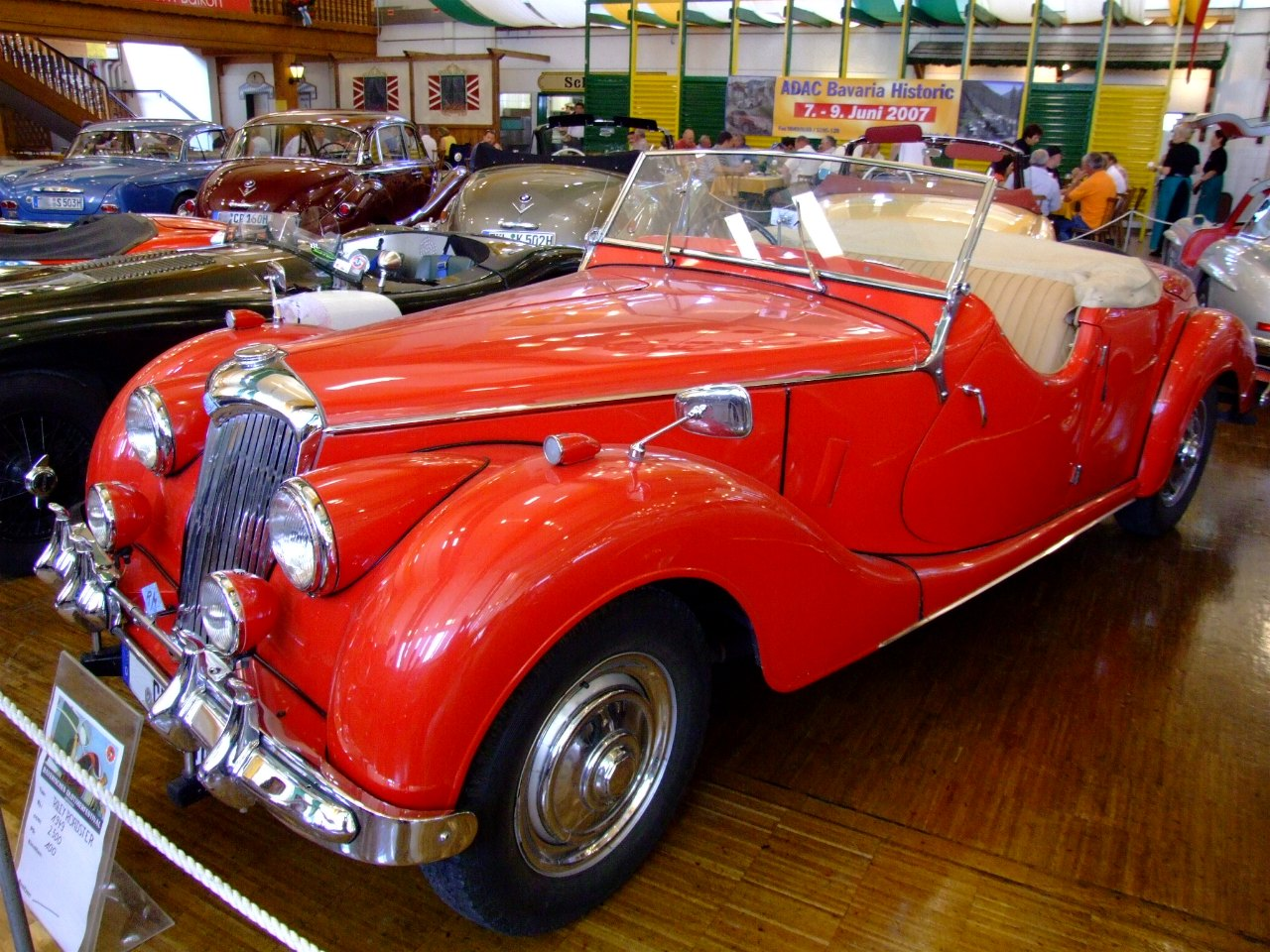
Riley RMC Roadster (1949)

Am Anfang steht, wie bei manchen anderen Automobilherstellern ebenfalls, der Bau von Fahrrädern. Bereits William Riley hatte in Coventry sein Vermögen mit Zweirädern gemacht. Sein Sohn Percy Riley konstruierte 1897 aus Fahrradteilen und einem De-Dion-Bouton-Einzylinder eine sogenannte dreirädrige Voiturette. Dies tat er nicht nur einfach aus Lust an der Innovation. Damals trat in England das Verbot der Kinderarbeit in Kraft. Hatte zuvor sein Vater mit den billigen Arbeitskräften ein großes Geschäft machen können, so musste sich sein Sohn nach einem profitableren Produktionszweig umsehen.
1900 folgten motorisierte vierrädrige Fahrzeuge. 1903 begann bei Riley mit einem 517-cm³-Zweizylinder-V-Motor, der wahlweise Wasser- oder Luftkühlung hatte, der Bau eigener Motoren. Vier Jahre später machten die Konstrukteure einen weiteren Schritt und boten den ersten vierrädrigen Riley mit 1034 cm³ und 9 PS an, den ersten Wagen mit mechanischer Einlassventilsteuerung. Völlig neu waren auch die abnehmbaren Speichenräder mit Zentralverschluss. Nach der Patentierung dieser Konstruktion bezogen viele namhafte Automobilhersteller, darunter auch Fiat, Renault oder Mercedes, für eine gewisse Zeit ihre Räder von Riley.
Percy Riley, der technische Kopf des Unternehmens, entwarf auch weiterhin zukunftsweisende Detaillösungen und gründete mit seinem Bruder Stanley 1919 eine neue Fabrik in Coventry zur Produktion des Wagens, der ihnen für zwei Jahrzehnte den Durchbruch garantieren sollte: Der Riley 10.8 „Redwing“ schöpfte aus 1498 cm³ die für damalige Verhältnisse hohe Leistung von 35 PS. Er hatte Leichtmetallkolben, eine moderne elektrische Ausstattung und lediglich sechs Schmierstellen. Insbesondere die zweisitzige Sportversion des „Redwing“ war in den Zwischenkriegsjahren erfolgreich.
Der auf dem Kontinent bekannteste Wagen des Unternehmens wurde aber der seit 1926 produzierte 1,1-Liter-Riley 9 „Monaco“, der zwar ursprünglich als kleiner Familienwagen konzipiert worden war, dank des Tunings eines Reid Railton und der Fahrkünste des Rennfahrers Parry Thomas zum bewährten und beliebten Sportwagen geriet. Anfang der 1930er-Jahre waren es vor allen Dingen die kleinen roten Riley-Renner, die bei allen möglichen Sportwagenrennen und Rallyes Erfolge in ihren jeweiligen Klassen einfuhren.
Schon 1928 brachte Riley einen Sechszylinder und sieben Jahre später das Achtzylinder-„Adelphi“-Modell heraus, doch der Hauptakzent blieben die kleinen Viersitzer und Roadster. Sie wurden jedoch in einer unökonomischen Typenvielfalt produziert, die die Kapitalreserven erschöpfte. 
Die werksseitig angebotenen Karosserien bezog Riley anfänglich von Hollick & Pratt. In den 1920er-Jahren wurde Midland Motor Bodies der bevorzugte Karosserielieferant. Das Unternehmen war personell an die Riley-Familie gebunden und wurde 1931 von Riley vollständig übernommen. 1935 lagerte Riley einen Teil der Karosserieproduktion zu Briggs Motor Bodies aus. Dabei orderte Riley mehr Aufbauten als der Markt abnahm, sodass es zu größerer Lagerbildung kam. Das verstärkte die wirtschaftlichen Schwierigkeiten des Unternehmens. Als das System der Lagerhaltung 1937 „außer Kontrolle geriet“, kam es im Februar 1938 zur Insolvenz Rileys und zur Übernahme durch William R. Morris, der die Werke 1939 in seine Nuffield Organisation eingliederte.
Nach dem Zweiten Weltkrieg sammelte unter anderem der spätere Formel-1-Weltmeister Mike Hawthorn seine ersten motorsportlichen Erfolge mit einem Riley. Der Bau der großen „Pathfinder“-Limousine wurde 1957 eingestellt. Danach nutzte BMC, später British Leyland die Marke Riley, wie Wolseley oder MG, bis 1969 nur noch für die besser ausgestatteten Versionen der Modelle, die sonst als Austin und Morris verkauft wurden.

## Modelle vor 1907
1904 hatte Riley das Tri-car 4.5 HP im Angebot. An einen üblichen Motorradrahmen mit einem Hinterrad war vor der Lenkstange ein weiterer Sitz über der Vorderachse mit zwei Vorderrädern montiert. Der Einzylindermotor leistete 4,5 PS. Ende 1904 stellte Riley ein neues Tri-car 6 HP mit V-Zweizylindermotor vor (Bohrung × Hub: 80 mm × 80 mm). Der wassergekühlte Motor hatte eine über die Antriebswelle betriebene Kühlwasserpumpe und mechanische Einlassventile. Das Getriebe wies zwei Vorwärtsgänge auf, die Antriebskraft wurde per Kette übertragen.

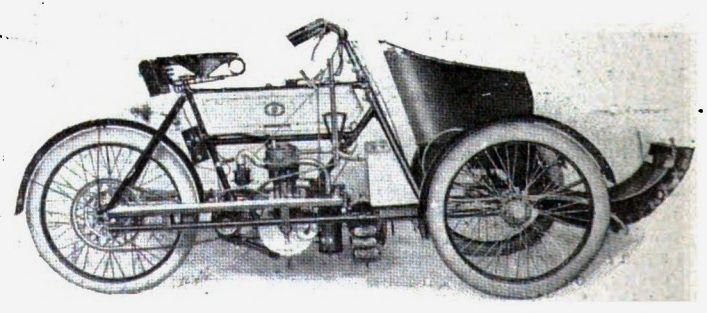
Riley 4.5 HP Tri-car (1904)

## Modelle 1907–1914
| Typ                    | Bauzeitraum |
| ---------------------- | ----------- |
| Riley 9                | 1907–1911   |
| Riley 10               | 1909–1914   |
| Riley 12 / Riley 12/18 | 1907–1914   |

## Modelle 1914–1940
| Typ                                                                    | Bauzeitraum |
| ---------------------------------------------------------------------- | ----------- |
| Riley 1 1/2 / Riley 1 1/2 (Adelphi + Falcon + Kestrel + Lynx + Merlin) | 1936–1940   |
| Riley 2 1/2                                                            | 1937–1939   |
| Riley 8/90                                                             | 1935        |
| Riley 9 / Riley 9 (Kestrel + Monaco)                                   | 1926–1935   |
| Riley 10                                                               | 1915–1916   |
| Riley 10.8                                                             | 1919–1928   |
| Riley 11.9 / Riley 11/40                                               | 1924–1928   |
| Riley 12/4 (Falcon + Kestrel)                                          | 1934–1935   |
| Riley 12/6                                                             | 1935        |
| Riley 14-6                                                             | 1929–1934   |
| Riley 15/6 (Adelphi + Falcon + Lynx + Kestrel)                         | 1934–1938   |
| Riley 17                                                               | 1914–1923   |
| Riley Alpine                                                           | 1931–1933   |
| Riley Brooklands                                                       | 1928–1932   |
| Riley MPH                                                              | 1934–1935   |
| Riley Sprite                                                           | 1936        |
| Riley Stelvio                                                          | 1930–1934   |

## Modelle 1946–1969

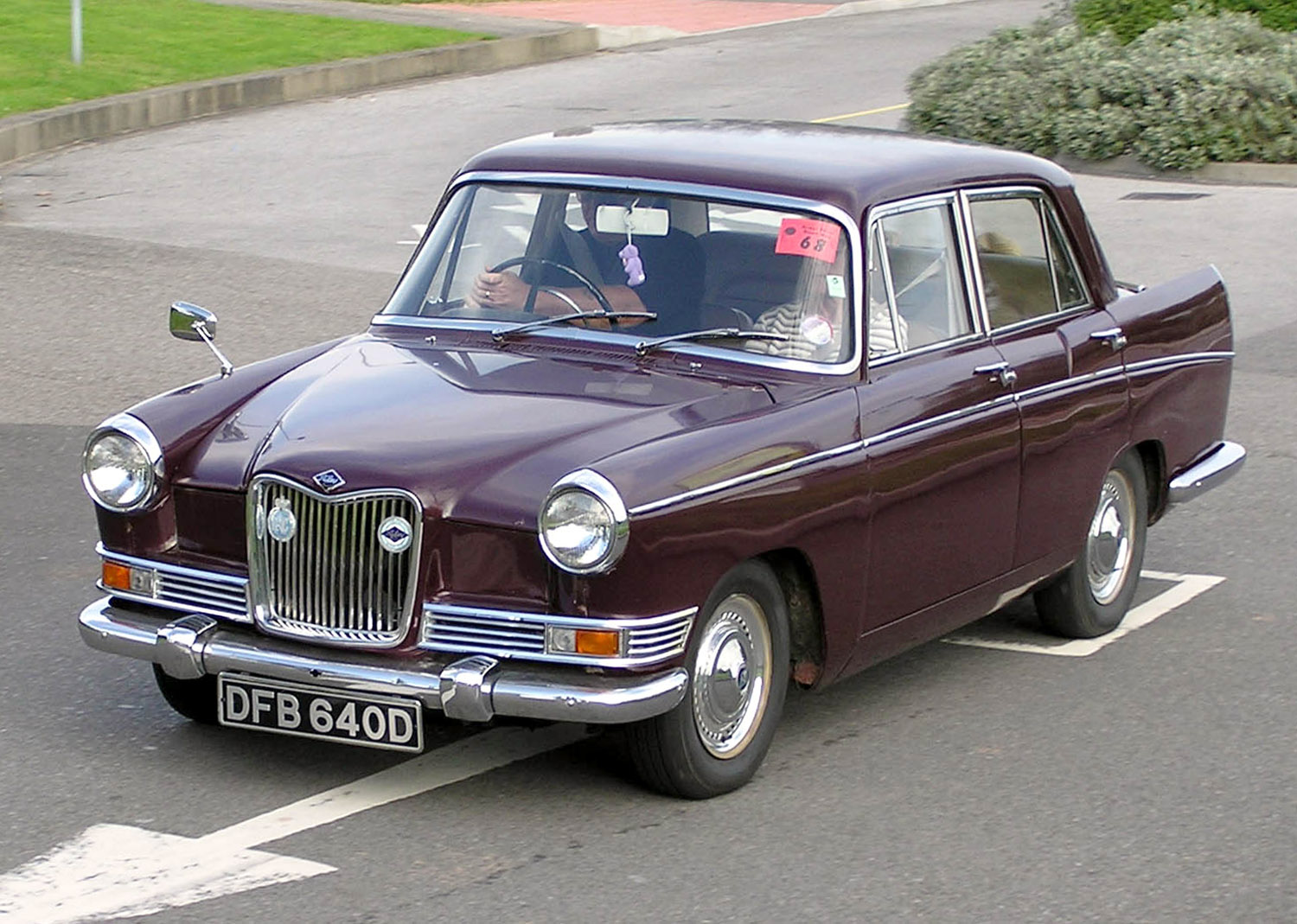
Riley 4/72 (1965)

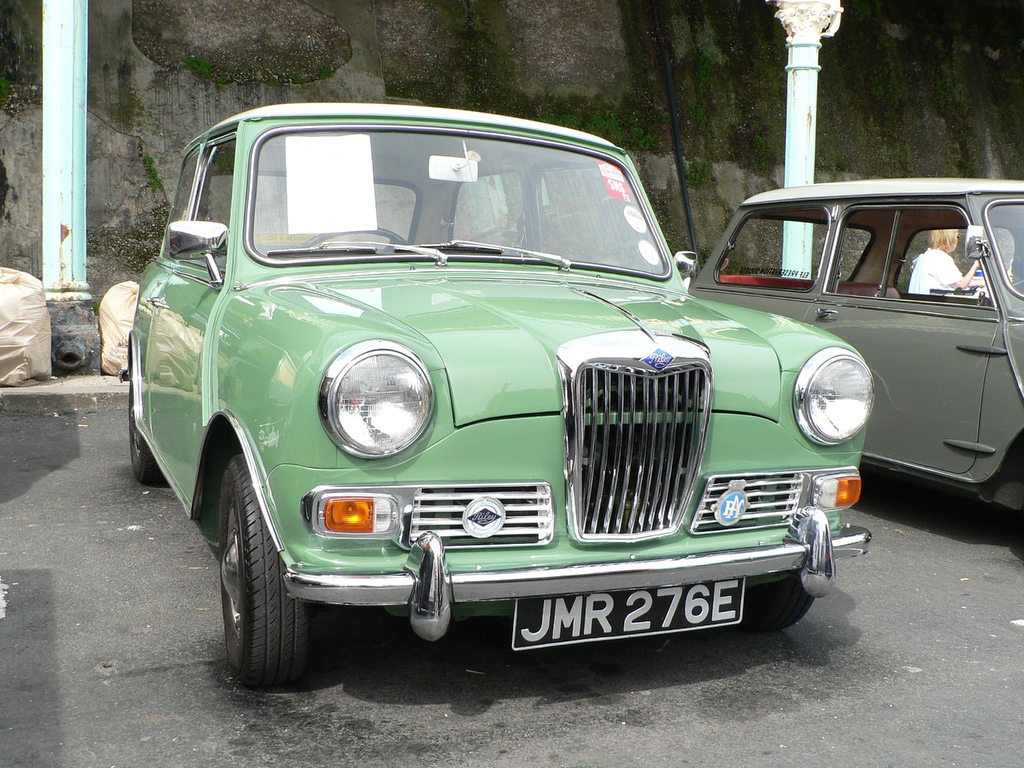
Riley Elf, 1967

| Typ                         | Bauzeitraum |
| --------------------------- | ----------- |
| Riley 1 1/2 litre           | 1946–1955   |
| Riley 1.5                   | 1957–1965   |
| Riley 2 1/2 litre           | 1946–1953   |
| Riley 2.6                   | 1957–1958   |
| Riley 4/68                  | 1959–1961   |
| Riley 4/72                  | 1961–1969   |
| Riley Elf (ADO 15)          | 1961–1969   |
| Riley Kestrel 1100 (ADO 16) | 1965–1967   |
| Riley Kestrel 1300          | 1967–1969   |
| Riley Pathfinder            | 1953–1957   |